# Catillon-sur-Sambre

Catillon-sur-Sambre este o comună în departamentul Nord, Franța. În 1 ianuarie 2022 avea o populație de 783 de locuitori.